# Вин Хоп
Vin Hop (29. maj 1936), rođen kao Vinfrid Lisenhop, nemački je pevač, najpoznatiji po učešću na Pesmi Evrovizije 1960. godine.

## Biografija
Vin Hop je rođen u Hanoveru, 29. maja 1936. godine kao Winfried Lüssenhop. Početkom pedesetih godina prošlog veka, formirao je džez bend „Capitellos“, koji je gostovao u brojnim radijskim emisijama prije raspada 1958. godine. Tada je počeo da snima solo pesme, isprva pod imenom Fred Lyssen, a zatim pod umetničkim imenom Vin Hop.
1960. godine Hop je učestvovao u finalu nemačkog nacionalnog izbora za Pesmu Evrovizije, a njegova pesma "Bonne nuit ma chérie" izabrana je za predstavnika Nemačke na Pesmi Evrovizije 1960. Pesma Evrovizije je održana 29. marta u Londonu. Hop je sa pesmom "Bonne nuit ma chérie" nastupio jedanaesti. Iako je naslov pesme na francuskom ona je izvedena na nemačkom jeziku. Hop je bio četvrti sa Norveškom sa 11 osvojenih bodova.
Hop je potom snimio nekoliko uspešnih pesama na engleskom jeziku za nemačko tržište (poput "Are You Lonesome Tonight?"). 1962. je započeo uspešnu suradnju sa finskim pevačom Pirkom Manolom, sa kojim je snimio brojne popularne numere. Od 1964. godine Hop je počeo da snima s austrijskom pevačicom Andreom Horn, za koju se oženio 1961. Uglavnom su pevali pesme inspirisane nemačkom narodonom muzikom.
1978. Hop i Horn su se povukli iz šou biznisa. Od tada su se pojavljivali retko kao izdavači vodiča o jedrenju i autori putopisa po časopisima i novinama.